# Lśnienie (miniserial)

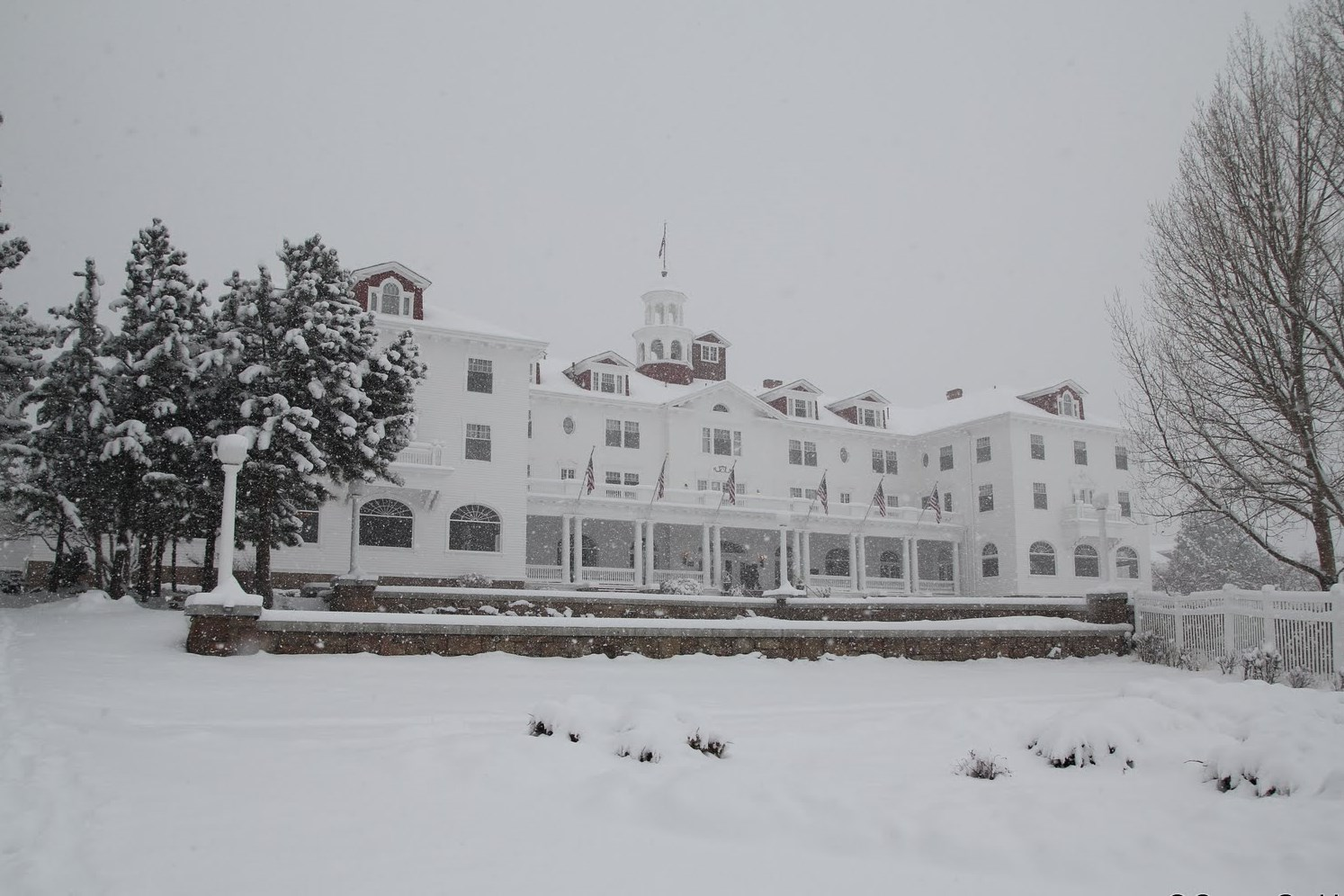
The Stanley Hotel w Estes Park – to w tym hotelu Stephen King wpadł na pomysł napisania Lśnienia i to tu kręcono zdjęcia do miniserialu

Lśnienie (ang. The Shining) – trzyodcinkowy amerykański miniserial (horror) produkcji ABC z 1997 roku, wyreżyserowany przez Micka Garrisa na podstawie powieści Stephena Kinga z 1977 roku pod tym samym tytułem. King jest również autorem scenariusza miniserialu.

## Fabuła
Jack Torrance, dręczony problemami alkoholowymi były nauczyciel, dostaje pracę, jako dozorca w hotelu Panorama. Wraz z żoną Wendy i pięcioletnim synem Dannym spędzi całą zimę w położonym w górach Kolorado budynku. Ma mu to pomóc w dojściu do siebie i napisaniu książki. Kiedy śnieżne zawieje blokują drogi wyjazdowe Danny, który posiada dar jasnowidzenia i telepatii, odkrywa, że hotel jest nawiedzony i że duchy powoli doprowadzają Jacka do obłędu. Tymczasem na ratunek zmierza zaalarmowany przez Danny’ego hotelowy kucharz, Dick Hallorann.

## Obsada
- Steven Weber – Jack Torrance
- Rebecca De Mornay – Wendy Torrance
- Courtland Mead – Danny Torrance
- Melvin Van Peebles – Dick Hallorann
- Wil Horneff – Tony
- Pat Hingle – Pete Watson
- Elliott Gould – Stuart Ullman
- John Durbin – Horace Derwent
- Stanley Anderson – Delbert Grady
- Cynthia Garris – Kobieta z pokoju 217
- Lisa Thornhill – Sobowtór Rity Hayworth
- Michael O’Neill – Doktor Daniel Edwards
- Jan Van Sickle – Al Shockley